# Sigurd Pettersen
Sigurd Ørjan Pettersen (Kongsberg, 28 de febrero de 1980) es un deportista noruego que compitió en salto en esquí.
Ganó dos medallas de bronce en el Campeonato Mundial de Esquí Nórdico, en los años 2003 y 2005, ambas en la prueba de trampolín grande por equipos.

## Palmarés internacional
| Campeonato Mundial | Campeonato Mundial     | Campeonato Mundial | Campeonato Mundial |
| Año                | Lugar                  | Medalla            | Prueba             |
| ------------------ | ---------------------- | ------------------ | ------------------ |
| 2003               | Val di Fiemme (Italia) | Medalla de bronce  | TG por equipos     |
| 2005               | Oberstdorf (Alemania)  | Medalla de bronce  | TG por equipos     |